# ۲ مهر
۲ مهر/میزان صد و هشتاد و هشتمین روز سال در گاه‌شماری خورشیدی است. به پایان سال ۱۷۷ روز (۱۷۸ روز در سال کبیسه) باقی‌است.

## رویدادها
- ۹۰۷ - نبرد جام
- ۱۳۸۵. اعلام دوپینگ ۹ وزنه‌بردار ملی ایران؛ جریمه ۴۰۰ هزار دلاری و محرومیت دو ساله فدراسیون وزنه‌برداری ایران.

## زادروزها
- ۱۳۰۰ - علی دانایی‌فرد، فوتبالیست
- ۱۳۱۰ - منوچهر آتشی، شاعر
- ۱۳۲۷ - محمود خوردبین، فوتبالیست
- ۱۳۳۴ - سیف‌الله داد، کارگردان
- ۱۳۳۶ - سیامک احصایی، بازیگر
- ۱۳۶۲ - امید حاجیلی، خواننده
- ۱۳۵۷ - محمد معتمدی، خواننده

## درگذشت‌ها
- ۱۴۰۱ - امین تارخ، بازیگر
- ۱۴۰۱ - محمد جامه‌بزرگ، از شهروندان ایران